# Ulica Kanał Parnicki w Szczecinie
Kanał Parnicki – ulica w Szczecinie, położona w całości na obszarze osiedla Międzyodrze-Wyspa Pucka. Administracyjnie należy do dzielnicy Śródmieście. Została wytyczona w okresie powojennym. Przed II wojną światową nie istniało bezpośrednie połączenie drogowe – wyspa Zaleskie Łęgi była połączona ze stałym lądem jedynie poprzez przeprawę promową.

## Przebieg
Ulica Kanał Parnicki rozpoczyna swój bieg od skrzyżowania z ulicą Gdańską. Następnie na wysokości nieużywanego toru kolejowego skręca w prawo i nieopodal budynku lokomotywowni przebiega pod mostem kolejowym nad Parnicą. Nie krzyżuje się po drodze z żadną ulicą, przechodząc w ulicę Marynarską przed Mostem nad Kanałem Rybnym. Przy przedłużeniu ulicy (od strony ul. Gdańskiej) znajduje się kładka nad torami nad stacją kolejową Szczecin Port Centralny.

## Zabudowa
Przy ulicy Kanał Parnicki zlokalizowane są obecnie zabudowania należące do PKP Cargo – budynek biurowy oraz lokomotywownie. Oprócz nich zabudowę ulicy stanowi kilka przedwojennych domów. Nieopodal torów kolejowych znajdują się ogródki działkowe.

## Transport
Przez ulicę Kanał Parnicki przebiega linia autobusowa nr 52 – w obrębie ulicy funkcjonują 2 przystanki autobusowe.

## Galeria

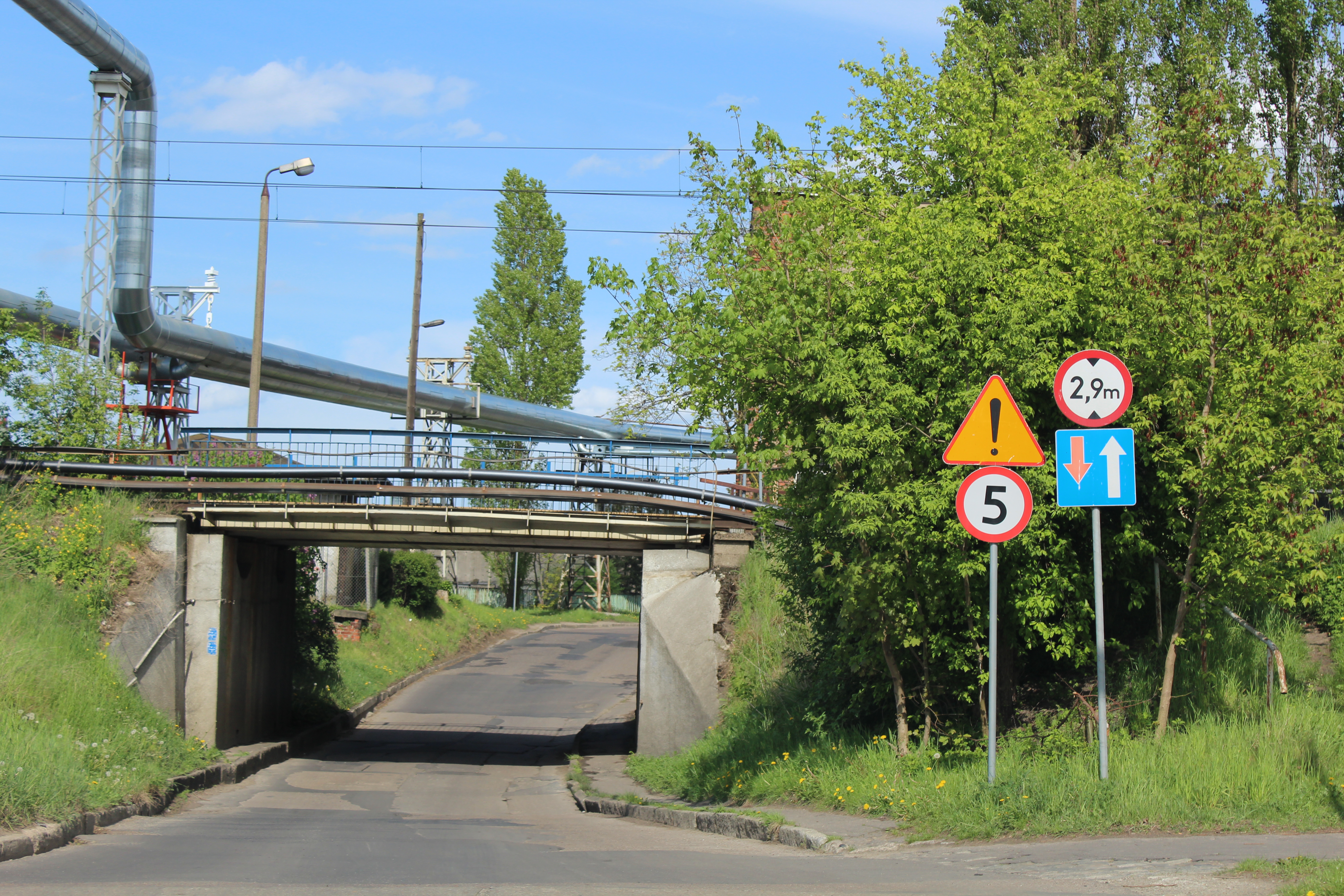
Przejazd pod mostem kolejowym
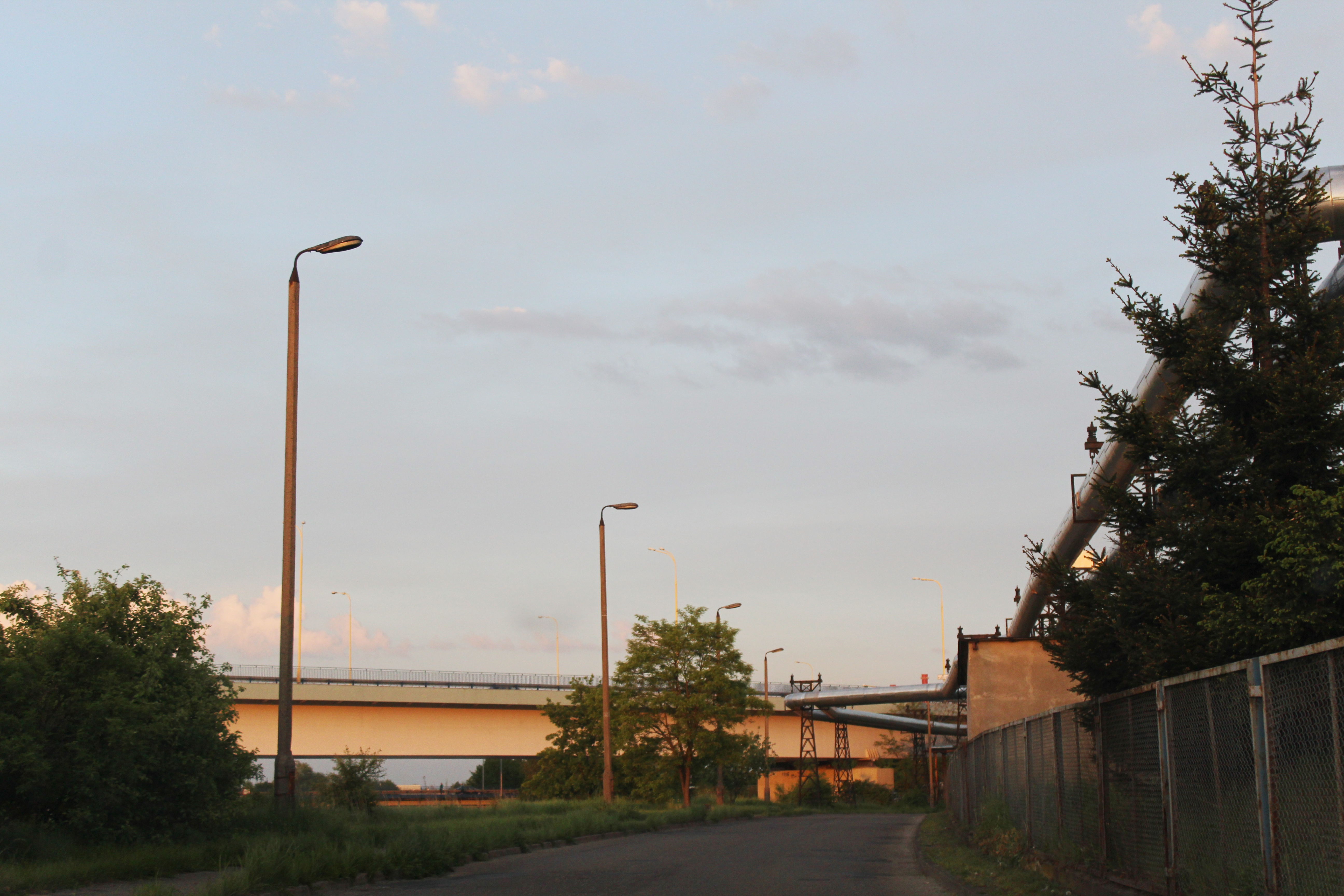
Widok w kierunku ul. Gdańskiej
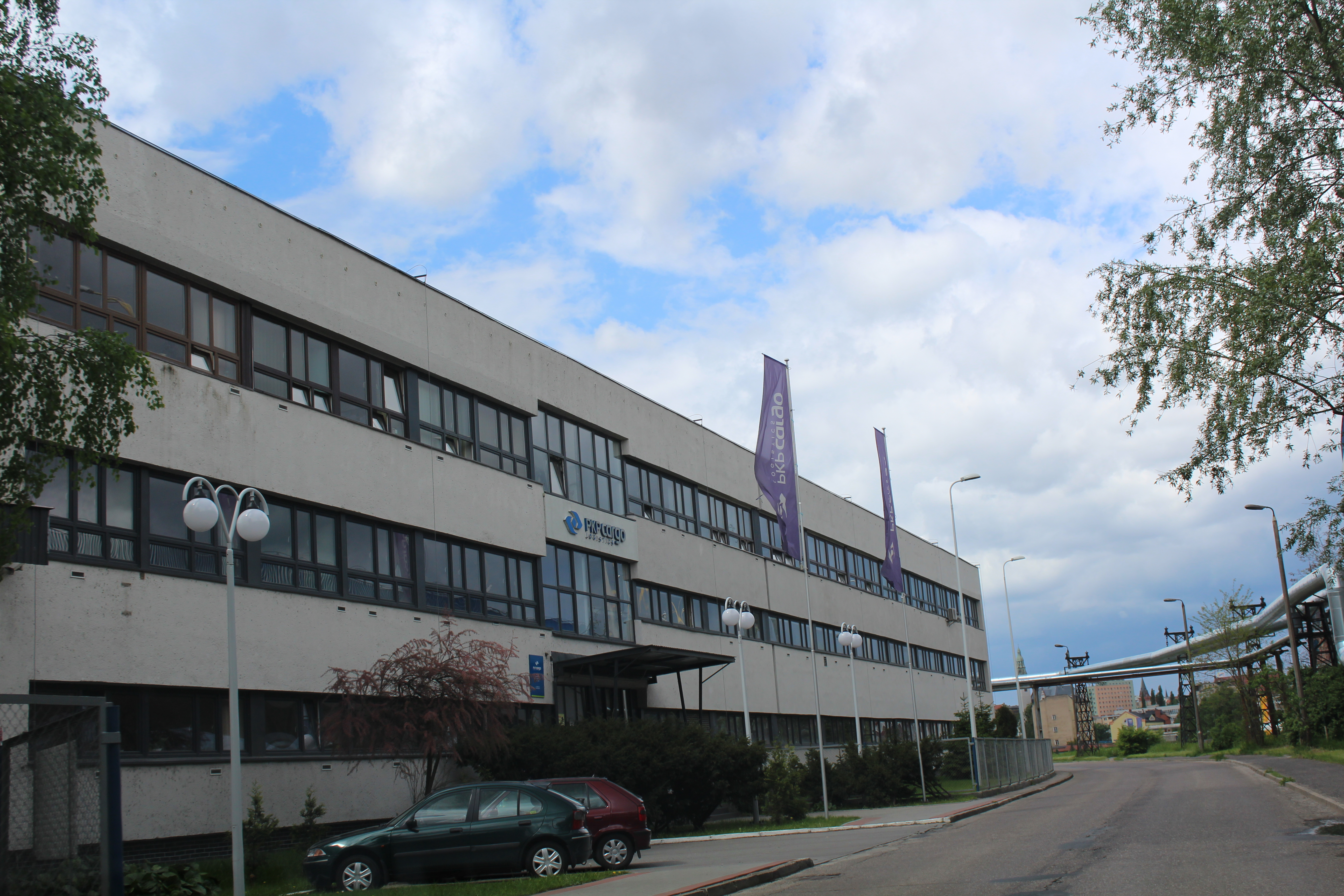
Budynek biurowy PKP Cargo
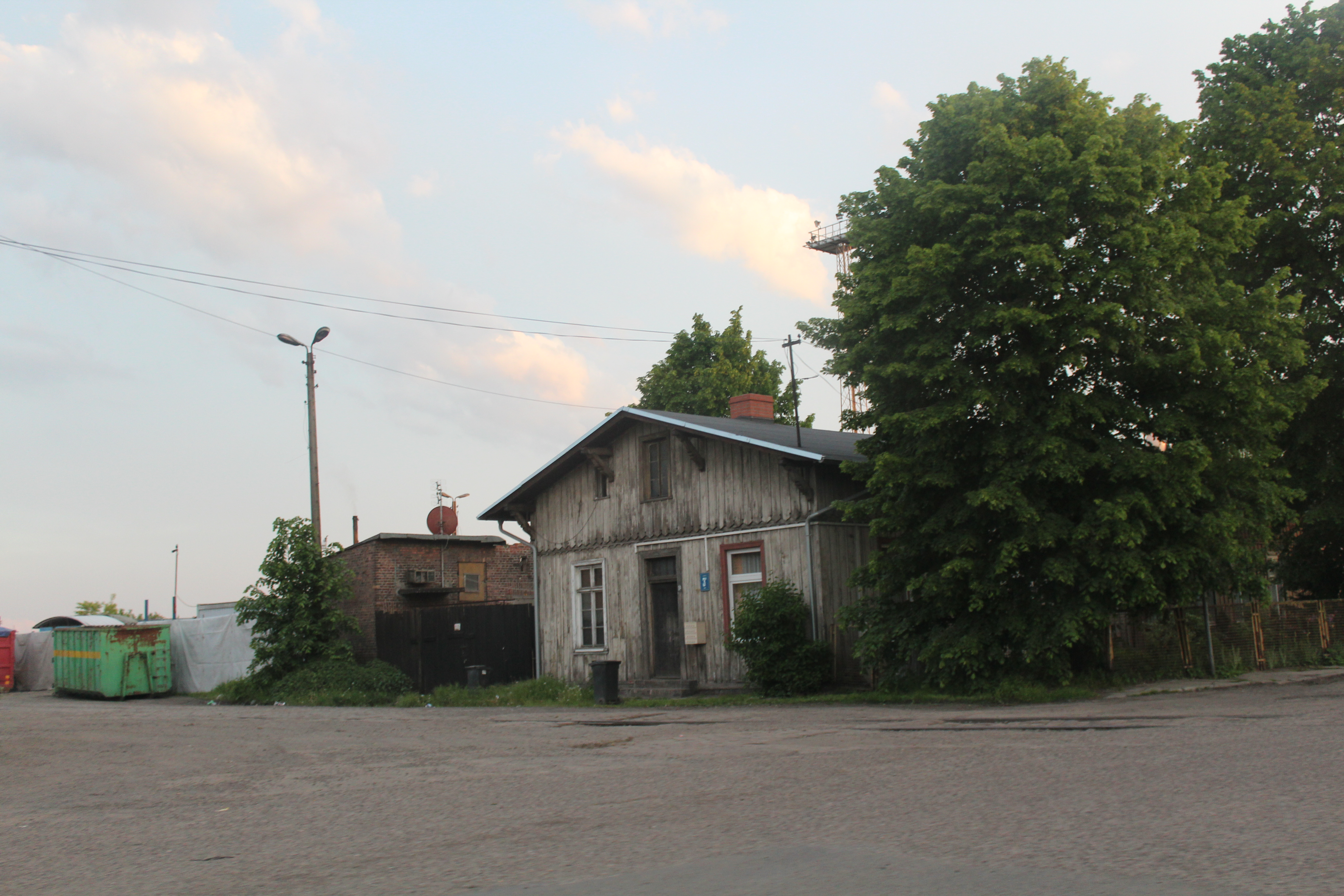
Przedwojenny dom przy ulicy
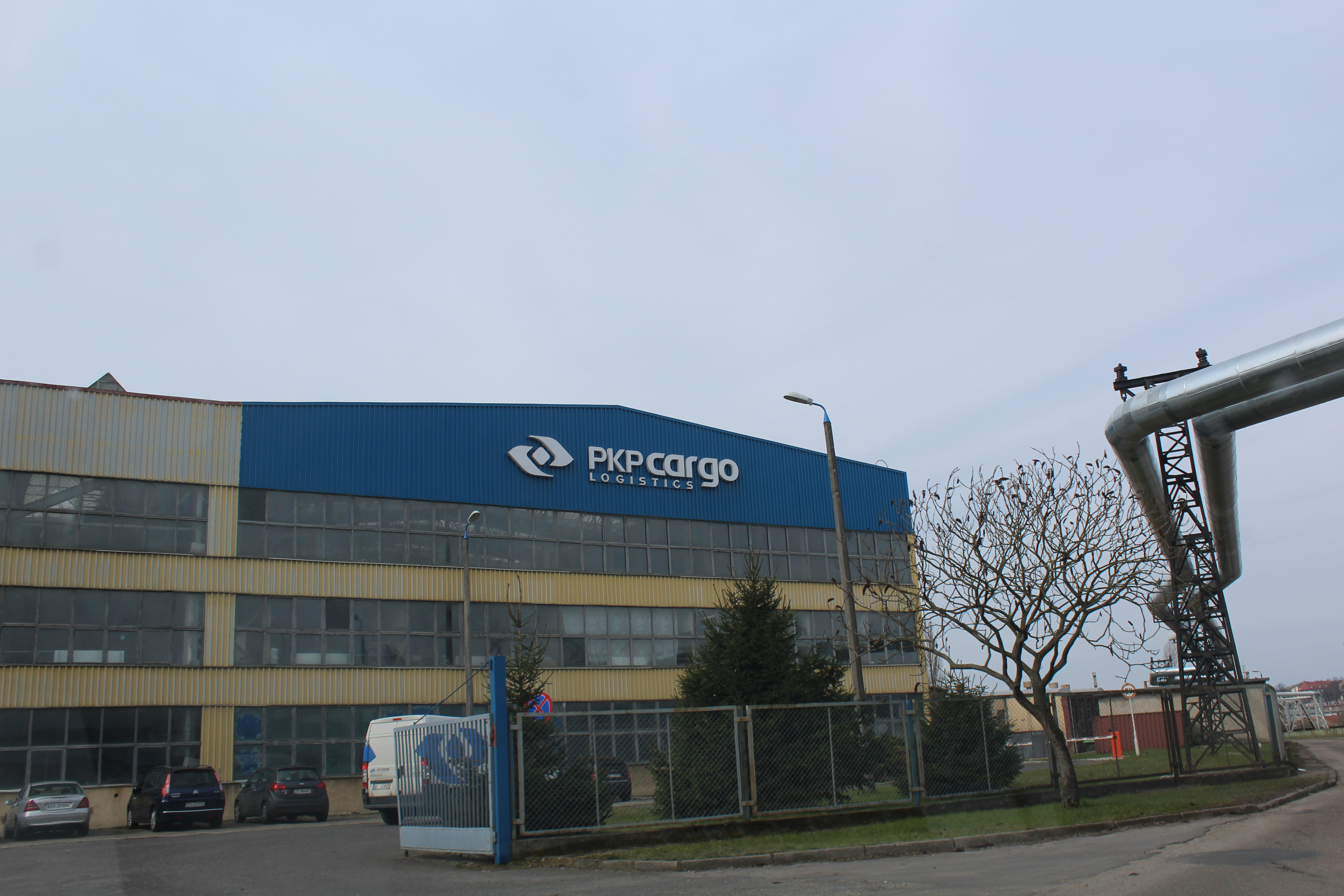
Lokomotywownia Szczecin Port Centralny